# Publi Sesti
|  | Per a altres significats, vegeu «Publi Sesti Capitolí Vaticà». |

Publi Sesti (en llatí Publius Sestius) que també apareix als textos com a Publi Sexti (Publius Sextius) va ser un magistrat romà, fill de L. Sesti. Pertanyia a la gens Sèstia, d'origen patrici.
Va ser tribú de la plebs a la primera meitat del segle i aC. Ciceró el va defensar en un discurs que es conserva, Pro Sestio, datat l'any 56 aC. Estava casat amb Postúmia, filla de Gai Postumi Albí, amb la que va tenir un fill i una filla. A la mort de Postúmia es va casar amb Cornèlia, filla de Luci Corneli Escipió Asiàtic (que va ser cònsol l'any 83 aC i les tropes del qual es van passar a Sul·la). Després del 82 aC va visitar al seu sogre a l'exili de Massília.
El 63 aC va ser qüestor amb el cònsol Gai Antoni; va donar suport a Ciceró contra els catalinaris i va desmuntar l'intent revolucionari a Càpua. Una vegada passat el perill va acompanyar a Gai Antoni a Etrúria i junt amb Marc Petreu va derrotar l'exèrcit de Catilina. Després de la guerra va acompanyar Antoni a Macedònia com a proqüestor i Ciceró diu que va tenir un govern encertat.
El 57 aC va ser tribú de la plebs i va aconseguir fer retornar Ciceró del seu desterrament. Però a la tornada l'orador li va retreure que no havia defensat prou la seva propietat confiscada i els dos homes es van distanciar
El 56 aC Publi Clodi Pulcre va ser elegit edil, i Sesti va ser acusat per Gneu Neri de suborn en les eleccions i per Marc Tul·li Albinovà de "vis" (intimidació) durant el seu tribunat. La primera acusació no va reeixir però la segona va arribar a la cort que presidia Marc Emili Escaure. Va ser defensat pel pretor Cras, per l'orador Hortensi i per Ciceró, que no podia refusar, ja que va ser el tribú que l'havia fet tornar de l'exili, i a més li va demanar Pompeu. Sesti va ser absolt el 14 de març.
L'any 53 aC va ser pretor i després va governar Cilícia com a propretor (potser l'any 50 aC?). El 49 aC era amb Pompeu a Itàlia quan va esclatar la guerra i va escriure la resposta pompeiana a les peticions de Cèsar, escrit que Ciceró va criticar amb exageració. Sesti llavors va abandonar el camp de Pompeu i es va passar a Cèsar que el 48 aC el va enviar a Capadòcia on s'hi va estar un temps. Encara vivia l'any 43 aC, la darrera vegada que és mencionat. Va deixar un fill de nom Luci Sesti.